# Aprium Pharmacie
Aprium Pharmacie, anciennement Paris Pharma, est un groupement de pharmaciens d'officine français créé en 2006 par Healthy Group. Il est représenté par un réseau de 470 pharmacies, dans toute la France. Le réseau de pharmacies d'officine Aprium réalise un chiffre d’affaires annuel de 1,6 milliard d’euros. 
Il est présidé par Alain Hababou, cofondateur du groupe. Le fonds d'investissement Sagard fait partie des actionnaires.

## Historique
En mai 2018, le groupement de pharmacies Paris Pharma regroupe ses réseaux régionaux PACA Pharma, Rhône-Alpes Pharma, Sud-Ouest Pharma, Nord Pharma et Paris Pharma en une seule marque, Aprium Pharmacie. Ces dernières années, le groupe a accéléré sa transformation digitale en déployant son programme de fidélisation, son site internet de vente en ligne avec livraison à domicile. Une école de préparateurs by Aprium est née. Sous le label Aprium Care sont regroupés un nouveau protocole sanitaire et divers services de santé en direction des patients et des équipes officinales.